# Cyligramma amblyops
Cyligramma amblyops är en fjärilsart som beskrevs av Paul Mabille 1891. Cyligramma amblyops ingår i släktet Cyligramma och familjen nattflyn. Inga underarter finns listade i Catalogue of Life.